# テオドール・シュトルム
テオドール・シュトルム（Hans Theodor Woldsen Storm、1817年9月14日-1888年7月4日）は、ドイツの法律家、作家。代表作に『みずうみ』『白馬の騎手』など。ドイツ文学における詩的リアリズム（市民的リアリズム）を代表する作家の一人。

## 略歴
北ドイツのシュレースヴィヒ＝ホルシュタイン州（ただし当時はデンマーク領）の西海岸の町フーズムに、弁護士の息子として生まれた。母は地元豪商の娘だった。キール大学とベルリン大学で法律を学び、卒業後故郷で弁護士を開業した。シュレースヴィヒ＝ホルシュタイン州でドイツ人による反デンマーク蜂起が起こったとき、シュトルムもこの運動をあおった。しかしデンマークが勝利したことにより、シュトルムは弁護士の職を政府より剥奪された。その後、知人のはたらきによりプロイセンにあるポツダム裁判所の陪席判事に就任し、後にザクセン州の町ハイリゲンシュタットの地方裁判所判事に転任した。そのうちに第二次シュレースヴィヒ＝ホルシュタイン戦争が勃発し、シュレースヴィヒ＝ホルシュタイン州がドイツに帰属したことにより、シュトルムは故郷フーズムの知事に就任した。ところが、シュレースヴィヒ＝ホルシュタイン州がプロイセン王国の州となったことにより、知事を辞職させられ、区裁判所の判事に転任させられた。
私生活面では、故郷で弁護士業を開始する直前の25歳でかねてから思いを寄せていた少女ベルタ・フォン・ブーハンに求婚したが拒絶され、その失恋体験が代表作『みずうみ』に影響していると言われている。29歳の時に従妹のコンスタンツェ・エスマルヒと結婚。その翌年にドロテーア・イェンゼンとの恋愛問題に悩む。ドロテーアは結局身を引いたが、1865年にコンスタンツェが病死したため、シュトルムの後妻に迎えられた。
1880年、シュトルムは判事職を辞しハーデマルシェンに移った。ここで作家として創作活動を続け、1888年に71歳で没す。遺骸は故郷のフーズムにある、聖ユルゲン墓地に葬られた。
シュトルムは生涯の大半を法律家として過ごしたがギムナジウム時代の同級生の影響で若い頃から文学に親しんでおり、30歳で最初の短編小説『マルテと彼女の時計』を書き上げる。32歳で代表作『みずうみ（インメンゼー）』を発表、その後もコンスタントに詩や小説を発表し、死の年である1888年に最後の傑作『白馬の騎手』を書き上げた。
フーズムには居住した家の一軒が「テオドール・シュトルム博物館」で保存されており、彼が作品を書いた机、愛用のピアノ、友人達との書簡類などが展示されている。

## 主な作品
- みずうみ “Immensee”（1849年）
- 三色すみれ “Viola Tricolor”（1874年）
- 人形つかいポーレ “Pole Poppenspaler”（1874年）
- 溺死 “Aquis Submersus”（1876年）
- ハンス・キルヒとハインツ・キルヒ “Hans und Heinz Kirch”（1882年）
- グリースフース年代記 “Zur Chronik von Grieshus”（1884年）
- 白馬の騎手（ドイツ語版） “Der Schimmelreiter”（1888年）

## 主な日本語訳
- みずうみ 他四編（関泰祐訳、岩波文庫）
- 三色菫・溺死（伊藤武雄訳、岩波文庫）

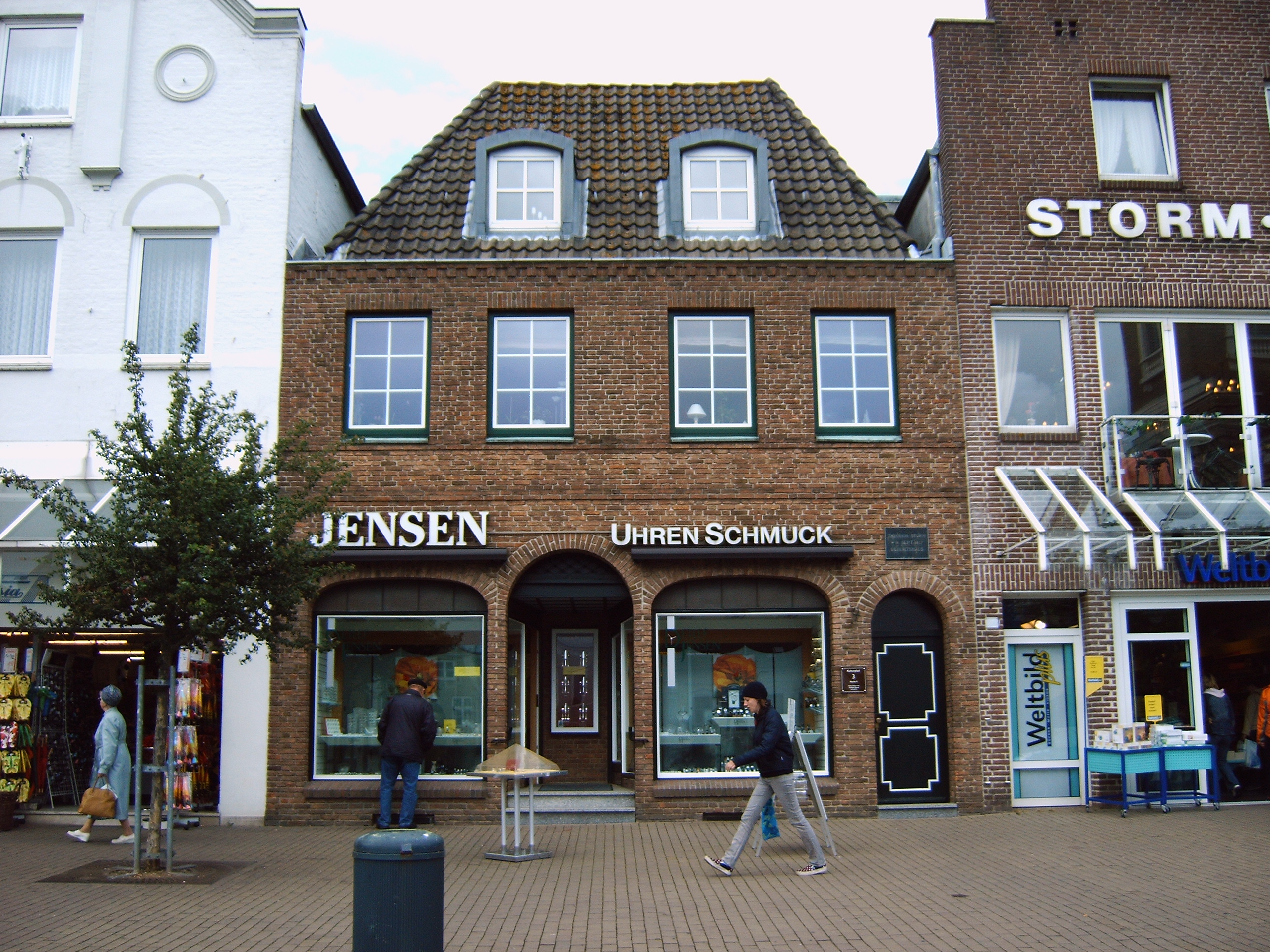
フーズムにあるシュトルムの生家、今は時計・装飾品の店

- 大学時代・広場のほとり 他四篇（関泰祐訳、岩波文庫）
- 海の彼方より 聖ユルゲンにて（国松孝二訳、岩波文庫）
- 美しき誘い 他一篇（国松孝二訳、岩波文庫）
- 白馬の騎手 他一篇（茅野蕭々訳、岩波文庫）
- たるの中から生まれた話（矢川澄子訳、福武文庫）
- シュトルム全集（柴田斎訳、村松書館）、既刊5冊、中絶
- シュトルム名作集（日本シュトルム協会編訳、三元社）、全6冊
- シュトルム詩集（藤原定訳、青春の詩集：白鳳社）
- シュトルム詩集（吉村博次訳、世界の詩：弥生書房）
- 白馬の騎手（高橋文子訳、論創社）
- 従弟クリスティアンの家で 他五篇（岡本雅克訳、幻戯書房〈ルリユール叢書〉）
- みずうみ／人形使いのポーレ（松永美穂訳、光文社古典新訳文庫）
- みずうみ、ハンスとハインツ・キルヒ（高橋昌久訳、京緑社マテーシス古典翻訳シリーズ）